# روز احترام به سالمندان

روز احترام به سالمندان، کِی رُو نُو هی (به ژاپنی: 敬老の日 Keirō no Hi) یکی از تعطیلات عمومی در ژاپن است که هر ساله در سومین دوشنبه ماه سپتامبر برابر با این روز است.